# سركواران (بزنجان)
سركواران (بالفارسية: سرکواران) هي قرية تقع في إيران في قسم بزنجان الريفي.